# 池田政典
池田政典（日语：／ Ikeda Masanori，1966年12月1日—），日本男演員、配音員、歌手。KM Cinema企劃所屬。日本動作娛樂公司第12期生。AB型血。

## 經歷
1966年12月1日，池田政典出生於京都府。之後以第12期生加入千葉真一創辦的日本動作娛樂公司（以下簡稱JAC），從此以動作演員的身分展開其演藝生涯。1986年5月28日，池田在TBS的週三特別電視劇之時段第一次得到電視劇演出的機會。並在音樂製作人藤田浩一的勸誘下以歌手身分投入歌壇。因此在同年8月25日，經東芝EMI發行池田他的首張個人單曲正式出道。
1987年5月1日，池田以電視動畫《橙路》的主題歌曲《NIGHT OF SUMMER SIDE》登上音樂綜藝節目「歌之Top Ten」前10名。此外，他還從獲得同週第1名的前輩歌手杉山清貴接收太陽眼鏡作為贈禮之後進行演唱。1988年2月25日，另一首單曲《Formula Wind》也在另一齣音樂綜藝節目《The Best Ten》初次亮相時就登上單週排行前10名，但是首次亮相的當週因為是以「月榜排名」為中心，所以進行了直播沒有唱歌。結果進入第二週就從前10名中被淘汰，所以不能在現場進行演唱。1992年，池田在其單曲發售後，休止了歌手活動。
歌手活動休止後，他作為演員開始參加電視劇的拍攝，主要在《週一GOLDEN》、《週二懸疑劇場》、《週三推理9》及《週六WIDE劇場》等時段連續劇的推理劇或刑警劇中出現。同時還跨行參加動畫的配音，因此《龍虎之拳》（羅伯特·卡爾西亞）、《浪客劍心》（志志雄真實）、《網球王子》（大和祐大）及《家庭教師HITMAN REBORN！》（XANXUS）是他為人熟知的配音代表作。進入2000年代以後，至今不定期展開舉辦巡迴演唱會。

### 人物、逸事
興趣：騎車、開車、高爾夫。特長：空手道和騎馬。
在2013年播出的特攝影集《假面騎士Wizard》中，曾經和JAC時期的同僚擔任替身演員在劇中出現，但在電視上播出時並沒有播到池田出現的場面。
雖然自1992年休止歌手的活動至今已經有25年以上，但是在參加動畫《新網球王子》的配音時，還是有展露往年的歌喉唱角色歌曲，因此他以大和祐大的聲音所唱的角色歌曲在Oricon排行榜有得到擠進100名之内的成績。

## 演出作品（演員）

### 電視劇
TBS電視網
- TBS
  - 週三特別電視劇（日语：月曜ドラマスペシャル）
  - 放浪（1986年5月28日）
  - 稅務調查官 窗際太郎的事件簿（日语：税務調査官・窓際太郎の事件簿）6（2000年）－矢野忠雄
  - 危險男女（日语：想い出にかわるまで）（1990年）
  - 星期四的餐桌（日语：木曜日の食卓）（1992年）－桑原晃
  - 花王 愛的劇場（日语：愛の劇場）
    - （1997年）
    - （2000年）－大久保崇

  - 單身生活（1999年）－榎本亮介
  - 週一推理劇場（日语：月曜ミステリー劇場）
    - 律師高見澤響子（日语：弁護士高見沢響子）4（2001年）－淺野光
    - 1（2003年）－松野明彥

  - 週一GOLDEN（日语：月曜ゴールデン）
    - 占卜師美鈴 事件就在命運的彼方（日语：占い師みすず 事件は運命の彼方に）1（2006年6月5日）- 山根豐
    - 保姆的危險好奇心（日语：ベビーシッターの危険な好奇心）（2007年11月12日）－小池修次／尾崎一朗
    - 稅務調查官 窗際太郎的事件簿（日语：税務調査官・窓際太郎の事件簿）18（2009年4月20日）－柿山健介
    - 警視廳南平班 ～七人刑事～（日语：警視庁南平班〜七人の刑事〜）（2009年8月24日）
    - 無敵大嬸小早川千冬 正義的事件簿（2010年6月28日）
    - 社會改革公務員 THE 公證人（日语：世直し公務員 ザ・公証人）9（2011年6月13日）－星峰和也
    - 北海道警察 笑笑警官（日语：北海道警察 (テレビドラマ)）（2013年7月29日）－津久井卓

  - JIN-仁- 第2話（2009年10月18日）－幕末志士
  - 水戶黃門（日语：水戸黄門 (パナソニック ドラマシアター)） 第40部（日语：水戸黄門 (第31-38部)） 第11話（2009年10月19日）－三國屋德三郎
  - 逃亡～為了所愛的你（2011年10月－12月）－三澤刑事
  - 黑河內（2013年10月－12月）－田宮弘
  - 刑警的目光（日语：刑事のまなざし#テレビドラマ） 第9話（2013年12月2日）－田中浩一
  - 隱蔽搜查（日语：隠蔽捜査 (テレビドラマ)#TBS.E7.89.88） 第10話、最終話（2014年3月17日、24日）－本鄉芳則
  - White Lab ～警視廳特別科學搜查班～ 第3話（2014年4月28日）－長谷川和喜

- CBC
  - 電視劇30 （2003年）

富士電視網
- 富士電視台
  - （1988年）
  - 緋之稜線（日语：緋の稜線）（1998年）
  - （2005年2月4日）－磯部篤弘

- 東海電視台
  - 最後的朋友（日语：ラスト・フレンド）（1993年）
  - 真夏的薔薇（日语：真夏の薔薇）（1996年）－巖井道彥

日本電視網
- 日本電視台
  - 週二懸疑劇場
    - 律師朝日岳之助（日语：弁護士・朝日岳之助）2（1990年5月29日）－竹之內浩
    - （1992年6月23日）
    - 」（2002年9月10日）－長谷川正俊（家庭教師）

  - 透明人間 第6話（1996年5月18日）
  - P.A.替身女孩（1998年）－村上貴志
  - 家政婦三田 第9話（2011年12月7日）－皆川功
  - 特別國稅徵收官 第1話（2012年7月4日）－皆川功

- 讀賣電視台
  - 愛在風雨中（日语：嵐の中の愛のように）（1993年）－水島賢二

朝日電視網
- 朝日電視台
  - 董事長刑警（日语：代表取締役刑事）（1990年10月－1991年9月）－小早川龍一
  - NEO電視劇（日语：ネオドラマ） （1992年6月）
  - 毛骨悚然撞鬼經驗（日语：本当にあった怖い話） 水子靈的私語（1992年9月7日）
  - 漂泊刑事旅情篇V（日语：さすらい刑事旅情編#さすらい刑事旅情編V） 第6話（1992年）
  - 為你的愛情故事（日语：ラブストーリーを君に）'92（1992年12月28日）
  - 週六WIDE劇場（日语：土曜ワイド劇場）
    - 事件（日语：事件 (テレビ朝日のテレビドラマ)）3（1995年6月24日）－水谷友男
    - 計程車司機的推理日誌（日语：タクシードライバーの推理日誌）19（2004年10月30日）－枝本明彥
    - 森村誠一的終點站系列（日语：終着駅シリーズ）
      - 森村誠一的終點站系列15 沙漠車站（2003年2月8日）－神田直也（氏家泰行〔國會議員〕的私人秘書）
      - 森村誠一的終點站系列18 破婚條件（2005年8月20日）－里見慎治（騎士）
      - 森村誠一的終點站系列22 殺人同盟（2009年3月14日）－石野勝（和枝的哥哥）

    - 救急救命士 牧田沙織（日语：救急救命士・牧田さおり）4（2005年11月12日）－佐伯省吾
    - 山村美紗懸疑 地獄坂的復仇殺人！（2006年9月2日）－豬澤刑事
    - 狩矢父女系列（日语：狩矢父娘シリーズ）7～（2006年～）－橋口刑事
    - 獸醫 憤怒七緒的殺人診斷（日语：獣医・いかり七緒の殺人診断）（2007年10月27日）－澤村博之
    - 溫泉屋小女將的殺人推理（日语：温泉若おかみの殺人推理）19 富山大牧溫泉～旅遊美食節目殺人事件！（2008年6月28日）－江藤修二
    - 西村京太郎懸疑 鐵道搜查官（日语：鉄道捜査官）9（2008年）
    - 法律事務所（日语：法律事務所 (テレビドラマ)）3（2009年4月4日）
    - （2009年8月8日）－松野幸治
    - 檢察官 朝日奈耀子（日语：検事・朝日奈耀子）8（2009年10月31日）－江藤建作
    - 內田康夫懸疑劇場 福原警部（日语：内田康夫サスペンス・福原警部）3（2011年4月23日）－松永幸一
    - （2012年7月14日－）－中根穗高
    - 檢察官 朝日奈耀子（日语：検事・朝日奈耀子）13（2013年）－安永雄二
    - 終點站之牛尾刑事VS事件記者冴子（日语：終着駅の牛尾刑事VS事件記者・冴子#終着駅の牛尾刑事VS事件記者・冴子（第6作 - 第16作/2006年 - 2017年））13（2013年12月28日）－佐久間哲夫
    - 再搜査刑事 片岡悠介（日语：再捜査刑事・片岡悠介）8（2015年1月31日）－二階堂隆二
    - 京都美食計程車殺人料理（日语：京都美食タクシー殺人レシピ）（2015年6月13日）－石井純平
    - 彥次郎醫生（日语：ドクター彦次郎）2（2016年10月1日）－森脇夏彥

  - 快刀！夢一座七變化（日语：快刀!夢一座七変化）（1996年）
  - 無賴刑事純情派（日语：はぐれ刑事純情派） 第16系列 第16話（2003年7月23日）－千葉俊一
  - 復仇的鑽石（日语：復讐のダイヤモンド）（2006年3月18日）－日置信一郎
  - 素浪人 月影兵庫（日语：素浪人 月影兵庫 (2007年のテレビドラマ)）（2007年）
  - 相棒系列
    - season2 第19話（2004年3月3日）－野崎建夫
    - season6 第11、12話（2008年1月16日、23日）－飯島刑事
    - season13 第11話（2015年1月14日）－山崎總一郎

  - 草壁署迷宮課迷宮先生（第6系列）（2008年）－松木久幸
  - 肉體之門（日语：肉体の門 (テレビドラマ)）（2008年）－安井
  - 假面騎士Wizard 第18、19話（2013年1月13日、20日）－及川博
  - 信長的主廚 第4話（2013年2月1日）－酒井忠次
  - 濃姬（日语：濃姫 (テレビドラマ)）（2013年6月23日）－足利義昭
  - BORDER警視廳搜查一課殺人犯搜查第4係 第7話（2014年5月22日）－丸田
  - I'm Home 第1話（2015年4月16日）
  - 最強的二人 ～京都府警特别搜查班～（日语：最強のふたり〜京都府警 特別捜査班〜） 第1話（2015年7月16日）－向井正也
  - Specialist 第7話（2016年2月25日）－高澤憲一
  - （2017年12月10日）－野尻要介

- 朝日放送
  - 新·部長刑事 城市警察24（日语：部長刑事）（2000年）－北山三郎

- BS朝日
  - 特別時代劇 新陰流 上泉伊勢守信綱（2017年3月）－小幡政春

東京電視網
- 東京電視台
  - 誕生 ～這裡是椿産婦產科～（日语：バースデイ〜こちら椿産婦人科〜）（1999年）
  - 週三推理9（日语：水曜ミステリー9）
    - 篝警部補之事件簿（日语：篝警部補の事件簿）3（2005年12月14日）－近松裕之
    - 東京電視台（日语：密会の宿#テレビ東京版）4 「京都箱根、鎌倉不倫情侶連續失蹤殺人事件」（2005年）－井村勝
    - 高村薰懸疑劇場 離開的日子（日语：去りゆく日に）（2009年2月25日）
    - 不倫調査員 片山由美（日语：不倫調査員・片山由美）14 「京都 花之殺人亂舞」（2014年8月6日）－瀧澤冬樹

  - 搜查檢事 近松茂道（日语：捜査検事・近松茂道）2 古都金澤～能登殺人情話（2003年，與BS JAPAN共同製作）－森村恒夫
  - 警視廳零系 ～生活安全科萬能諮詢室～（日语：警視庁ゼロ係〜生活安全課なんでも相談室〜） FIRST SEASON 第4話（2016年2月5日）－峰岡

- BS JAPAN
  - 佐藤家的早餐，鈴木家的晚餐（2013年1月28日）－鈴木裕之

NHK系列
- NHK
  - 大河劇 新選組！（2004年）

- NHK綜合
  - 姻緣獵手（日语：ご縁ハンター） 最終話（2013年4月27日）－相島正春
  - 銀漢之賦（日语：銀漢の賦）（2015年）－合田又五郎

### 電影
- 伊賀野河馬丸（1983年）－山川
- 尋找偶像（日语：アイドルを探せ (漫画)）（1987年）－冰江淳一
- （1990年）- 五島由紀夫
- （1991年）
- （1992年）－主演
- （1993年）- 新庄茂 役
- （2000年）－山川靜夫
- （2004年）－吉澤
- 笨蛋（日语：ばかもの#映画版）（2010年）
- DOG×POLICE 純白之絆（日语：DOG×POLICE 純白の絆）（2011年）
- 忍者亂太郎真人版：暑期作業大作戰！之卷（日语：忍たま乱太郎 夏休み宿題大作戦!の段）（2013年）－常光寺與衛門
- 流浪者年代記（2015年）

### 錄影帶
- 女豹 灼熱的Sniper（日语：女豹 灼熱のスナイパー）（日活）（1996年）
- 難波金融傳 南街的帝王（日语：難波金融伝・ミナミの帝王#作品一覧）34「品牌的重壓」（2006年）－福田鐵太
- 黑天使2 ～黑色覺醒篇～（2012年）－美濱市長

### 電視節目
- （富士電視台）
- Young Studio 101（日语：ヤングスタジオ101）（NHK綜合）
- （每日放送）

### 廣告
- 井關農機（日语：井関農機）

### 舞台
- WBB vol.2 「Play Star」（2012年4月25日－5月6日，SPACE ZERO（日语：スペース・ゼロ））

## 演出作品（配音員）

### 電視動畫
1993年
- 龍虎之拳（羅伯特·卡爾西亞（日语：ロバート・ガルシア (龍虎の拳)））

1996年
- 浪客劍心（志志雄真實）

2000年
- 遊☆戲☆王 怪獸之決鬥（旁白、哈桑）

2001年
- 網球王子（大和祐大）

2003年
- D·N·ANGEL（旁白）

2004年
- 吟遊默示錄（艾伯特）
- DAN DOH!!（日语：DAN DOH!!#TVアニメ）（旁白）

2007年
- 家庭教師HITMAN REBORN！（XANXUS）

2012年
- 新網球王子（大和祐大）

2016年
- 黑白來看守所（傷疤男）

### OVA
2009年
- 家庭教師HITMAN REBORN！ Jump超級動畫祭2009 彭格列式修學旅行，來了！THE COMPLETE MEMORIAL（XANXUS）

2012年
- 浪客劍心 新京都篇（志志雄真實）[注 1]

### 電影動畫
2004年
- 遊☆戲☆王 怪獸之決鬥：光之金字塔（旁白）

### 遊戲
- 家庭教師HITMAN REBORN！系列（XANXUS）

2006年
- 浪客劍心 炎上！京都輪廻（志志雄真實）

2011年
- 浪客劍心 再閃（志志雄真實）

2012年
- 浪客劍心 完醒（志志雄真實）

2014年
- J-STARS Victory VS（日语：ジェイスターズ ビクトリーバーサス）（志志雄真實）

2019年
- JUMP FORCE（志志雄真實）

2020年
- 言靈戰士（日语：共闘ことばRPG コトダマン）（志志雄真實）

### 廣播節目
- （CBC電台）－要角：春川慎之介
- Hyper Night（日语：はいぱぁナイト）（KBS京都）－第一代週五電台節目主持人，曾與第二代主持人日高範子2人一起在電視動畫《浪客劍心》中共演。
- Omega Drive青春1000%－1986 Omega Drive（日语：オメガトライブ）常駐電台節目。於Triangle Production所屬時期常以嘉賓身分上電台節目。因此池田與1986 Omega Drive（日语：オメガトライブ）是後輩[注 2]的關係。
- 池田政典的MUSIC STATION（文化放送）

## 音樂作品
全由東芝EMI發行。

### 單曲
| 枚數 | 發行日期       | A/B面 | 單曲名稱（日文名稱）       | 作詞       | 作曲          | 編曲          | 規格編號  |
| ---- | -------------- | ----- | -------------------------- | ---------- | ------------- | ------------- | --------- |
| 1    | 1986年8月25日  | A面   |                            | 有川正沙子 | 林哲司        | 船山基紀      | TP-17881  |
| 1    | 1986年8月25日  | B面   | Twilight Story             | 有川正沙子 | 林哲司        | 林哲司        | TP-17881  |
| 2    | 1987年3月18日  | A面   | SHADOW DANCER              | 賣野雅勇   | 林哲司        | 船山基紀      | WTP-17930 |
| 2    | 1987年3月18日  | B面   | FREE TRAFFIC               | 藤田浩一   | 林哲司        | 船山基紀      | WTP-17930 |
| 3    | 1987年5月1日   | A面   | NIGHT OF SUMMER SIDE       | 賣野雅勇   | NOBODY        | 新川博        | WTP-17957 |
| 3    | 1987年5月1日   | B面   |                            | 賣野雅勇   | 和泉常寬      | 新川博        | WTP-17957 |
| 4    | 1988年2月3日   | －    | FORMULA WIND               | 田口俊     | 林哲司        | 新川博        | RT04-2060 |
| 5    | 1988年6月22日  | 01    |                            | 賣野雅勇   | 船山基紀      | 船山基紀      | XT10-2016 |
| 5    | 1988年6月22日  | 02    |                            | 田口俊     | 杉山清貴      | 船山基紀      | XT10-2016 |
| 6    | 1989年2月22日  | 01    |                            | 松井五郎   | 石田正人      | Darlin'       | XT10-2317 |
| 6    | 1989年2月22日  | 02    |                            | 松井五郎   | 武川行秀      | 船山基紀      | XT10-2317 |
| 7    | 1989年7月5日   | 01    |                            | 松井五郎   | 石田正人      | Darlin'       | XT10-2392 |
| 7    | 1989年7月5日   | 02    |                            | 松井五郎   | 都志見隆      | 船山基紀      | XT10-2392 |
| 8    | 1989年10月18日 | 01    | 憎恨SugarBabe（SugarBabe） | 松井五郎   | 中崎英也      | 中崎英也      | XT10-2432 |
| 8    | 1989年10月18日 | 02    |                            | 松井五郎   | 石田正人      | Darlin'       | XT10-2432 |
| 9    | 1990年4月11日  | 01    | MYSTERY DANCER             | 及川眠子   | Jimmy Johnson | Jimmy Johnson | TODT-2505 |
| 9    | 1990年4月11日  | 02    | MIDNIGHT CARNAVAL          | 尾關昌也   | 尾關昌也      | 萩田光男      | TODT-2505 |
| 10   | 1990年10月18日 | 01    | MOOHLIGHT傳說（MOON LIGHT伝説）          | 及川眠子   | 夢野真音      | 大森俊之      | TODT-2582 |
| 10   | 1990年10月18日 | 02    | Amour                      | 藤本瞳     | 羽場仁志      | 大森俊之      | TODT-2582 |
| 11   | 1991年12月11日 | 01    | Because I Love You         | 湯川麗子   | W.A.Brooks    | 津久井淳      | TODT-2719 |
| 11   | 1991年12月11日 | 02    |                            | 湯川麗子   | W.A.Brooks    | 津久井淳      | TODT-2719 |
| 11   | 1991年12月11日 | 03    |                            | 湯川麗子   | W.A.Brooks    | 津久井淳      | TODT-2719 |

對唱單曲
1. （與羽根田征子（英语：羽根田征子）對唱／1992年3月11日，東芝EMI，TODT-2774）
日文譯詞：及川眠子，作曲：Michael Masser（英语：Michael Masser）

### 專輯

#### 原創專輯
1. NIGHT OF SUMMER SIDE
作詞：賣野雅勇（日语：売野雅勇），作曲：NOBODY（日语：NOBODY (ロックバンド)），編曲：新川博（日语：新川博）
2. Beat of Clash
作詞：賣野雅勇，作曲：林哲司，編曲：船山基紀（日语：船山基紀）
3. All or Nothing
作詞：青木久美子，作曲：杉山清貴，編曲：船山基紀
4. SHADOW DANCER
作詞：賣野雅勇，作曲：林哲司，編曲：船山基紀
5. Room Ocean View
作詞：田口俊（日语：田口俊），作曲：杉山清貴，編曲：新川博
6. Quarterback
作詞：田口俊，作曲：高島信二（日语：高島信二），編曲：船山基紀
7. Burning Eyes
作詞：風見律子（日语：風見律子），作曲：和泉常寬（日语：和泉常寛），編曲：船山基紀
8. 作詞：青木久美子，作曲：杉山清貴，編曲：船山基紀
9. LET ME LOVE
作詞：藤田浩一（日语：藤田浩一），作曲：西原俊次（日语：西原俊次），編曲：船山基紀

1. ROCK'N ROLL BAND
作詞：田口俊，作曲：杉山清貴，編曲：船山基紀
2. I'm running
作詞：田口俊，作曲：高橋昌弘，編曲：船山基紀
3. JAY-WALK
作詞：田口俊，作曲、編曲：船山基紀
4. MIDNIGHT ANGEL
作詞：田口俊，作曲、編曲：船山基紀
5. Let me be alone
作詞：澤地隆（日语：澤地隆），作曲、編曲：船山基紀
6. 作詞：賣野雅勇，作曲、編曲：船山基紀
7. 作詞：田口俊，作曲：杉山清貴，編曲：船山基紀
8. Never
作詞：澤地隆，作曲、編曲：船山基紀
9. FORMULA WIND
作詞：田口俊，作曲：林哲司，編曲：新川博
10. Evening Blue
作詞：澤地隆，作曲：高橋昌弘，編曲：船山基紀

※全作詞：松井五郎，全作曲：石田正人，全編曲：Darlin'
1. Moonlight Tower
2. Good-bye

※全作詞：松井五郎
1. 作曲、編曲：中崎英也（日语：中崎英也）
2. 作曲：石田正人，編曲：Darlin'
3. 作曲：石田正人，編曲：Darlin'
4. 作曲：石田正人，編曲：Darlin'
5. 潮騒Only You
作曲：池田政典，編曲：芳野藤丸（日语：芳野藤丸）
6. Don't leave me
作曲：石田正人，編曲：Darlin'
7. R & R
作曲：池田政典，編曲：芳野藤丸
8. 作曲：石田正人，編曲：Darlin'
9. 作曲：葛口雅行，編曲：船山基紀
10. 作曲：石田正人，編曲：船山基紀

1. 作詞：及川眠子，作曲：Michael Howard Jr.，編曲：萩田光男（日语：萩田光雄）
2. 作詞、作曲：尾關昌也（日语：尾関昌也），編曲：萩田光男
3. MYSTERY DANCER
作詞：及川眠子，作曲、編曲：Jimmy Johnson
4. 作詞、作曲：尾關昌也，編曲：萩田光男
5. 作詞、作曲：尾關昌也，編曲：萩田光男
6. 作詞、作曲：尾關昌也，編曲：萩田光男
7. 作詞：及川眠子，作曲：Michael Howard Jr.，編曲：萩田光男
8. 作詞：及川眠子，作曲：Michael Howard Jr.，編曲：萩田光男
9. YES, GOOD-NIGHT
作詞：及川眠子，作曲：Michael Howard Jr.，編曲：萩田光男
10. MIDNIGHT CARNAVAL
作詞、作曲：尾關昌也，編曲：萩田光男

#### 精選專輯
| 枚數 | 專輯名稱（日文名稱）                   | 發行日期       | 規格編號  |
| ---- | -------------------------------------- | -------------- | --------- |
| 1    | ZERO POINT ～池田政典BEST COLLECTION～ | 1989年7月5日   | CT32-5511 |
| 2    | 池田政典BEST NOW（池田政典ベストナウ）                   | 1989年12月13日 | TOCT-9060 |
| 3    | BEST NOW池田政典（ベスト·ナウ池田政典）                   | 1990年11月14日 | TOCT-9068 |

### 角色歌曲CD
- 聖劍風雲 原聲音樂（日语：まんが家マリナ・シリーズ#映画）（1990年10月17日）
- 家庭教師HITMAN REBORN！系列（XANXUS名義）
  - 角色歌曲專輯 THE VARIA SONGS／「誇高憤怒」
  - 角色歌曲專輯 SONG "BLUE" ～rivale～（日语：家庭教師ヒットマンREBORN! キャラクターアルバム SONG "BLUE" 〜rivale〜）／「FLAMING RAGE」
- 新網球王子 角色單曲 THE BEST OF U-17 PLAYERS V YUDAI YAMATO／「幻有夢現」（大和祐大）－於Oricon最高排名第98名。

### 商業搭配
| 年份   | 歌曲名稱             | 商業搭配                                   |
| ------ | -------------------- | ------------------------------------------ |
| 1987年 | SHADOW DANCER        | Dydo Drinco「M COFFEE」廣告歌曲            |
| 1987年 | NIGHT OF SUMMER SIDE | 日本電視台電視動畫《橙路》片頭主題曲       |
| 1988年 | FORMULA WIND         | Dydo Drinco「M COFFEE」廣告歌曲            |
| 1989年 | 憎恨Sugar Babe       | 男性化妝品「JOY JACK」廣告歌曲             |
| 1990年 | MYSTERY DANCER       | ISEKI「」廣告歌曲                          |
| 1990年 | MOONLIGHT傳說        | 東寶、集英社電影動畫《聖劍風雲》片頭主題曲 |
| 1990年 | Amour                | 東寶、集英社電影動畫《聖劍風雲》片尾主題曲 |

## 腳註

## 相關項目
- The Best Ten
- 東芝EMI（早期池田所屬的唱片公司）
- 有川正沙子（日语：有川正沙子）
- 賣野雅勇（日语：売野雅勇）
- 林哲司

## 外部連結
- 池田政典｜KM Cinema企劃 （页面存档备份，存于） （日語）
- .   [2018-08-08]. （原始内容存档于2016-03-09）. （日語）
- goo News:Profile （页面存档备份，存于） （日語）